# Armando Zarazúa
Armando Zarazúa (* 30. März 1974) ist ein ehemaliger mexikanischer Squashspieler.

## Karriere
Armando Zarazúa spielte von 2002 bis 2004 auf der PSA World Tour und erreichte seine höchste Platzierung in der Weltrangliste mit Position 158 im August 2003. Mit der mexikanischen Nationalmannschaft nahm er 2001 und 2003 an der Weltmeisterschaft teil. Bei Panamerikanischen Spielen gewann er mit der Mannschaft 2003 die Bronzemedaille.

## Erfolge
- Panamerikanische Spiele: 1 × Bronze (Mannschaft 2003)